# More than Friends
«More than Friends» (en español: Mas que amigos) es una canción grabada por la cantante rumana Inna para su tercer álbum de estudio, Party Never Ends (2013). Fue lanzado como el cuarto sencillo del disco el 23 de enero de 2013 a través de Roton, con la colaboración del artista de reguetón puertorriqueño Daddy Yankee. La pista fue escrita por Justin Franks, Thomas Troelsen y Tierce Person, mientras que la producción fue manejada por DJ Frank E y Person. Musicalmente, «More than Friends» es una canción de house y música latina que incorpora un acordeón en su instrumentación, junto con elementos de la canción de Pitbull, Akon y David Rush, «Everybody Fucks» (2012).
Los críticos de música elogiaron el atractivo comercial y las vocales de la canción, pero criticaron su proceso de lanzamiento. Para promoverla, dos videos musicales–uno para la versión solista y otro para la versión con Yankee–fueron filmados por Edward Aninaru en Venice Beach, Los Ángeles, y subidos al canal oficial de Inna en YouTube el 18 de enero y 4 de febrero de 2013, respectivamente. Los videoclips muestran a Inna en una playa y una piscina acompañada por varias personas. Un crítico comparó la imagen visual con la serie de televisión estadounidense Baywatch. La cantante también interpretó «More than Friends» en varias ocasiones. Comercialmente, la pista alcanzó el top 20 en varios países, incluyendo Polonia, Rumania y España, donde recibió la certificación digital de oro tras generar cuatro millones de descargas. También logró una certificación de platino en Venezuela tras vender 10.000 unidades.

## Composición
«More than Friends» fue escrita por Justin Franks, Thomas Troelsen y Tierce Person, mientras que la producción fue manejada por DJ Frank E y Person. Aunque la canción fue acreditada por tener elementos de la pista de Pitbull, Akon y David Rush «Everybody Fucks» (2012), se hicieron acusaciones de plagio. Musicalmente, «More than Friends» es una pista house con música latina, que incorpora un acordeón en su instrumentación. Un editor de Pure People dijo que con la línea «Tonight, we should be more than friends»—en español: Esta noche, deberíamos ser más que amigos—, Inna le promete a su interés amoroso una «noche loca». Kevin Apaza, quien escribió para Direct Lyrics, describió a «More than Friends» como un «himno veraniego», mientras que Reagan Gavin Rasquinha de The Times of India notó una «sensación caribeña agradable».

## Recepción
Apaza de Direct Lyrics etiquetó a «More than Friends» como un «exitazo europeo», pero cuestionó su proceso de lanzamiento: «Es enero, hace frío, así que por qué Inna no esperó hasta julio para lanzar "More Than Friends"?». Julien Goncalves de Pure Charts notó el atractivo comercial de la canción. Gavin Rasquinha de The Times of India escribió «Si te gusta la música house con ritmos pegadizos y voces poderosas, échale un vistazo a esto». Comercialmente, «More than Friends» alcanzó el puesto número 20 en Rumania, el número 52 en Italia y el número 92 en Francia. La pista pasó 25 semanas en la lista PROMUSICAE de España, debutando en el número 30 en abril de 2013 y ascendiendo a la posición número siete en agosto de 2013. También recibió una certificación digital de oro por la misma organización tras generar cuatro millones de descargas a partir de noviembre de 2013. «More than Friends» además alcanzó el top 10 en Eslovaquia y encabezó la lista Dance Top 50 de Polonia. La canción también recibió una certificación de platino en Venezuela al vender 10.000 unidades.

## Video musical

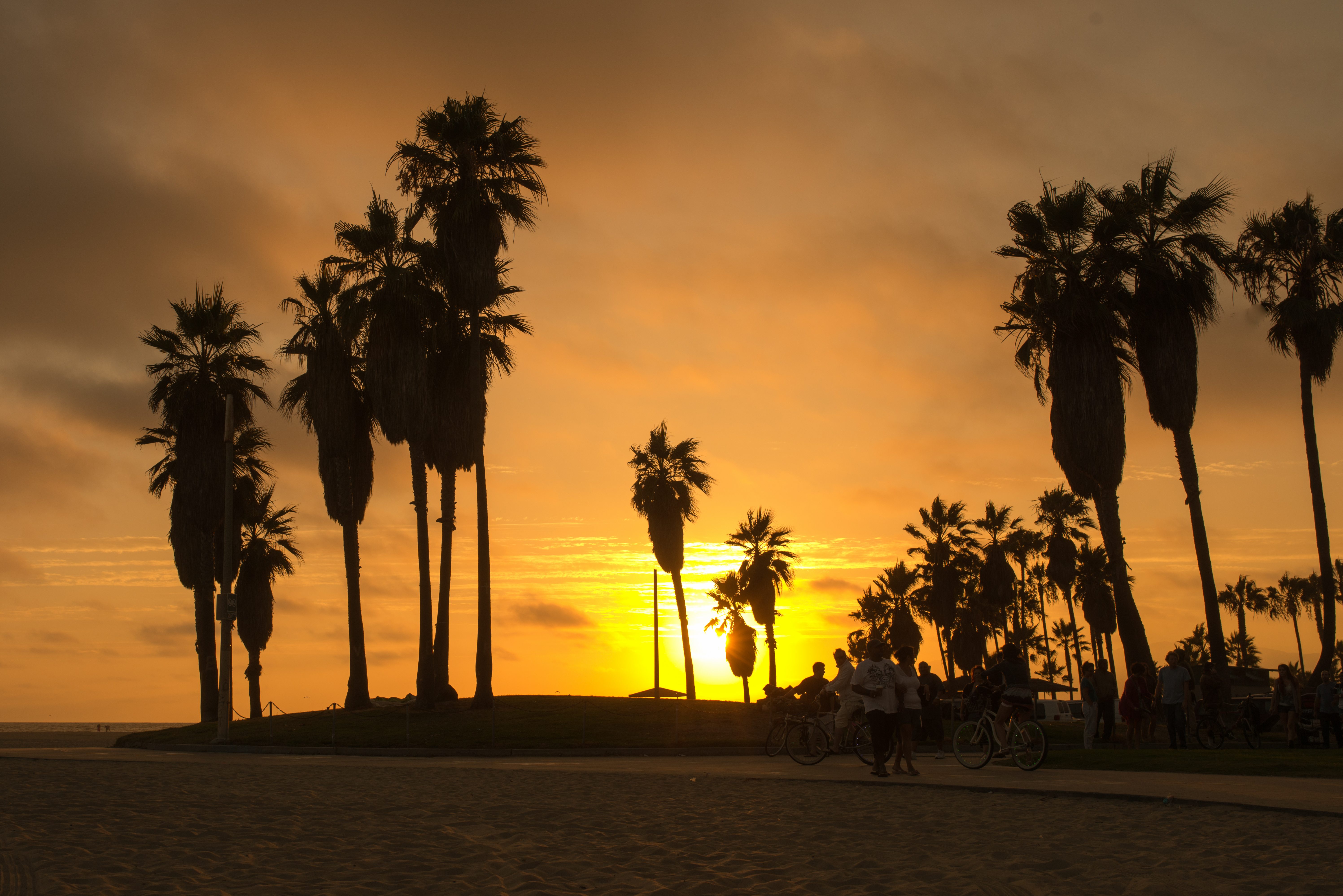
Los videos musicales de «More than Friends» fueron filmados en Venice Beach, Los Ángeles (en la imagen).

Un teaser del video musical fue lanzado el 15 de enero de 2013. La versión completa fue subida al canal oficial de Inna en YouTube, con una versión solista inédita y una versión con Daddy Yankee el 18 de enero y el 4 de febrero de 2013, respectivamente. Ambas versiones fueron filmadas por Edward Aninaru en Venice Beach en Los Ángeles.
El video empieza con tomas de la playa, seguido por la aparición de cinco chicos con tablas de surf en sus manos. Luego, Inna es vista bailando al ritmo de la canción en un traje de baño rosa-negro, y haciendo guiños a los surfistas junto con otras chicas. Posteriormente, la cantante se encuentra en una piscina con un disc jockey, donde la gente se divierte y lucha con pistolas de agua. Después de que se muestra el cameo de Yankee y las tomas de una fiesta por la noche, el video termina con Inna y un chico que apareció al principio caminando hacia el atardecer en la playa. Escenas intercaladas muestran a Yankee rapeando en diferentes lugares, con Inna bailando al atardecer y tomando una ducha. Apaza de Direct Lyrics lo alabó y comentó que Inna interpreta a una «chica de California» en el videoclip. También comparó la trama del video musical con la línea «like we're gonna die young»—en español: Como si fuéramos a morir jóvenes— de «Die Young» (2013) de la cantante estadounidense Kesha. Purepeople comparó la imagen del videoclip con la serie de televisión estadounidense Baywatch.

## Presentaciones en vivo
Inna interpretó una versión acústica de «More than Friends» para las estaciones de radio rumanas Radio ZU y Kiss FM en marzo de 2013. La cantante también cantó la pista en el techo de un edificio en Venice Beach como parte de su serie en YouTube «Rock the Roof», y en el cañón Runyon en Los Ángeles. Inna presentó la canción en el festival Alba Fest en Alba Iulia, Rumania, y en el World Trade Center Ciudad de México, En ambas ocasiones, ella adicionalmente interpretó un cover de la canción de Justin Bieber «Love Yourself» (2015), y una versión acústica de su sencillo «Endless» (2011) en México.

## Formatos
| Descarga digital |                     |          |  |
| N.º              | Título              | Duración |  |
| 1.               | «More than Friends» | 4:00     |  |

| EP de remezclas |                                                                 |          |  |
| N.º             | Título                                                          | Duración |  |
| 1.              | «More than Friends» (con Daddy Yankee)                          | 3:57     |  |
| 2.              | «More than Friends» (con Daddy Yankee (Protoxic Club Mix))      | 6:22     |  |
| 3.              | «More than Friends» (con Daddy Yankee (Adi Perez Remix))        | 6:06     |  |
| 4.              | «More than Friends» (con Daddy Yankee (Adi Perez Remix Edit))   | 4:24     |  |
| 5.              | «More than Friends» (con Daddy Yankee (Futurism Remix))         | 6:46     |  |
| 6.              | «More than Friends» (con Daddy Yankee (Futurism Remix Edit))    | 3:50     |  |
| 7.              | «More than Friends» (con Daddy Yankee (Odd Remix))              | 5:46     |  |
| 8.              | «More than Friends» (con Daddy Yankee (Odd Remix Edit))         | 3:05     |  |
| 9.              | «More than Friends» (con Daddy Yankee (Odd Dubstep Remix))      | 4:33     |  |
| 10.             | «More than Friends» (con Daddy Yankee (Odd Dubstep Remix Edit)) | 3:16     |  |
| 11.             | «More than Friends» (con Daddy Yankee (versión extendida))      | 4:52     |  |

## Personal
Créditos adaptados de las notas de Party Never Ends.
- Inna – voz principal
- Daddy Yankee – artista invitado
- Justin Franks – compositor
- DJ Frank E – productor
- Thomas Troelsen – compositor
- Tierce Person – compositor, productor

## Posicionamiento en listas
| Bélgica    | Ultratip Wallonia             | 8  |
| Eslovaquia | Rádio Top 100                 | 5  |
| España     | PROMUSICAE                    | 7  |
| Finlandia  | Suomen virallinen latauslista | 24 |
| Francia    | SNEP                          | 92 |
| Italia     | FIMI                          | 52 |
| Polonia    | Dance Top 50                  | 1  |
| Polonia    | Video Chart                   | 2  |
| Rumania    | Airplay 100                   | 20 |

| España | PROMUSICAE | 32 |

## Certificaciones
| Venezuela (APFV) | Platino | 10 000    |
| Streaming |         |           |
| España (PROMUSICAE) | Oro     | 4 000 000 |
| *cifras de ventas basadas únicamente en la certificación ^cifras de envíos basadas únicamente en la certificación xcifras no especificadas basadas únicamente en la certificación |         |           |

## Lanzamiento

### Proceso
«More than Friends» fue lanzado digitalmente el 23 de enero de 2013 por Roton. La misma discográfica también estrenó la pista en Alemania e Italia el 28 de enero y 31 de enero de 2013, respectivamente. Un EP adicional estuvo disponible el 2 de julio de 2013 en Estados Unidos, presentando diez remezclas junto con la pista original.

### Historial
| Región         | Fecha               | Formato          | Discográfica |
| -------------- | ------------------- | ---------------- | ------------ |
| Rumania        | 23 de enero de 2013 | Descarga digital | Roton        |
| Alemania       | 28 de enero de 2013 | Descarga digital | Roton        |
| Italia         | 31 de enero de 2013 | Descarga digital | Roton        |
| Estados Unidos | 2 de julio de 2013  | EP de remezclas  | Roton        |